# Stefan Hierländer
Stefan Hierländer (* 3. Februar 1991 in Villach) ist ein österreichischer Fußballspieler. Der als Mittelfeldspieler agierende Hierländer spielt seit 2016 für den SK Sturm Graz in der österreichischen Fußball-Bundesliga. Dort ist Hierländer seit der Saison 2018/19 Kapitän.

## Karriere

### Verein
Hierländer begann seine Karriere beim SV Greifenburg in Kärnten. 2002 wechselte er in die Jugendabteilung des SV Spittal/Drau. Nach wiederum drei Jahren kam er zum FC Kärnten, wo er bis 2007 in der Jugendmannschaft aktiv war.
Nach der Gründung des SK Austria Kärnten wurde er in der Nachwuchsmannschaft und im Amateurteam eingesetzt. Im Sommer 2008 unterschrieb er bei Sampdoria Genua, kehrte aber nach wenigen Wochen nach Kärnten zurück, wo er sich in den Profikader unter Frenk Schinkels hocharbeitete. Sein Debüt in der Bundesliga gab der Mittelfeldspieler am 18. März 2009 (in der Nachtragspartie zur 20. Runde) in der Klagenfurter Hypo-Group-Arena gegen den SK Sturm Graz, als er in der 57. Minute für Manuel Weber beim Stand von 3:1 eingewechselt wurde. Das Spiel endete 4:2 für die Kärntner.
Nachdem Austria Kärnten keine Lizenz für die Saison 2010/2011 erhalten hatte, wechselte Hierländer ablösefrei zu Red Bull Salzburg. Gleich in der ersten Runde der Saison 2013/14, am 20. Juli, bestritt er sein 100. Bundesligaspiel (5:1-Auswärtssieg beim SC Wiener Neustadt), davon 62 für die Salzburger. Im Sommer 2014 wechselte er zu RB Leipzig.
Zur Saison 2016/17 wechselte er zurück nach Österreich zum Bundesligisten SK Sturm Graz, bei dem er einen bis Juni 2018 gültigen Vertrag erhielt, der mittlerweile bis Sommer 2025 verlängert wurde.

### Nationalmannschaft
Hierländer spielte für diverse österreichische Jugendnationalauswahlen.
Im August 2017 wurde er als Ersatz für den verletzten Guido Burgstaller erstmals in den Kader der A-Nationalmannschaft berufen. Sein Debüt im Nationalteam gab er am 27. März 2018, als er in einem Testspiel gegen Luxemburg in der 68. Minute für Marko Arnautović eingewechselt wurde.

## Erfolge
- 4 × Österreichischer Meister: 2012, 2014, 2024, 2025
- 5 × Österreichischer Pokalsieger: 2012, 2014 (mit RB Salzburg), 2018, 2023, 2024 (mit Sturm Graz)